# Martí Arán
Martí Arán es un deportista español que compite en ciclismo en la modalidad de trials. Ganó una medalla de oro en el Campeonato Mundial de Ciclismo Urbano de 2018, en la prueba por equipos.

## Palmarés internacional
| Campeonato Mundial | Campeonato Mundial | Campeonato Mundial | Campeonato Mundial |
| Año                | Lugar              | Medalla            | Competición        |
| ------------------ | ------------------ | ------------------ | ------------------ |
| 2018               | Chengdu ( China)   | Medalla de oro     | Trials por equipos |